# Scam

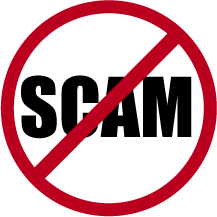
Scam es un término anglosajón que se emplea familiarmente para referirse a las estafas por medios electrónicos.

Scam es un término anglosajón que se emplea familiarmente para referirse a las estafas por medios electrónicos. Se usa para definir los intentos de estafa a través de un correo electrónico fraudulento (o páginas web fraudulentas).
En la mayoría de los casos, se pretende estafar económicamente por medio del engaño presentando una supuesta donación a recibir o un premio de lotería al que se accede previo envío de dinero. Las cadenas de correos electrónicos engañosas pueden ser scams si hay pérdida monetaria y hoax cuando solo hay engaño. Scam no solo se refiere a estafas por correo electrónico, también se le llama scam a sitios web que tienen como intención ofrecer un producto o servicio que en realidad es falso, por tanto una estafa.
Otra forma de Scam común es en Redes sociales en internet y páginas de encuentro, normalmente, personajes con identidades falsas, como marines que vuelven a casa o personas con algún familiar enfermo, solicitan dinero a sus víctimas después de haberse ganado su confianza.

## Técnicas de Scam
- Phishing: Este método se basa en el envío de correos, sms e incluso llamadas telefónicas que simulan proceder de páginas o remitentes muy conocidos con el único fin de obtener información sensible como lo son los números de tarjetas de crédito, cuentas bancarias, contraseñas. Los casos más famosos y que se utilizan en la actualidad son los famosos correos que te informan que alguna de tus redes sociales ha sido modificada y por ende necesitan de tus credenciales para poder hacer algo al respecto.

- Pharming: Se trata de engañar al internauta mediante alguna técnica como lo pude ser una página de internet maliciosa, la cual tiene como fin obtener todos los datos que pueda de tu ordenador mientras el afectado navega tranquilamente por la página web.

- Falsos premios: Correos que nos felicitan haciéndonos creer que hemos ganado un premio y piden los datos bancarios para ingresarlo y obtener acceso a tus fondos bancarios.

- Falsas tiendas online: Páginas de comercio electrónico llenas de suculentas ofertas para que el comprador caiga en el engaño.

## Cómo protegerse
Para no verse afectado por estas amenazas, las personas deben evitar acceder a información cuya fuente no sea confiable. Una buena práctica es eliminación de todo tipo de correo no solicitado para así evitar el scam y, en caso de no estar seguro de si es real, es muy recomendado revisar el enlace ya que en la mayoría de los casos el enlace de un correo fraudulento que contiene caracteres raros. 
Además, es importante no utilizar dinero en el pago de servicios o productos de los cuales no se posean referencias ni se pueda realizar el seguimiento de la transacción. El comercio electrónico y vía SMS son potenciales factores de riesgo, por lo que las transacciones por estos medios deben ser apropiadamente validadas antes de llevarse a cabo.
En los ataques llevados a cabo mediante ingeniería social, el eslabón débil al que se apunta es a las personas y su ingenuidad. Mantenerse informado sobre las nuevas metodologías y educarse en seguridad informática es la vía ideal para evitar ser víctimas de ellos.
Es muy importante apoyarse de la comunidad de internet ya que hoy en día con solo buscar el nombre de la página, ingresar el número de teléfono, o la cuenta (en dado caso de ser una red social) en el navegador, se puede obtener mucha información de foros o páginas que nos advierten de algún posible scam o de opiniones de otros usuarios que nos pueden evitar caer en alguna técnica.[cita requerida]